# Yusra Mardini
Yusra Mardini (en árabe: يسرى مارديني)(Damasco, Siria; 5 de marzo de 1998) es una nadadora siria que reside en Berlín, Alemania. Formó parte del equipo de Atletas Olímpicos Refugiados que fueron representados por la bandera olímpica en los Juegos Olímpicos de 2016 en Río de Janeiro a pesar de no poder representar a su país Yusra Mardini  accedido a ir a los juegos olímpicos y logró salir campeona con el equipo de los refugiados.

## Biografía
Se crio en Damasco, donde entrenó natación con el apoyo del Comité Olímpico Sirio. En 2012, representó a Siria en los Campeonatos Mundiales de Natación FNA en los 25 metros, 200 metros estilo libre y 200 metros individuales.
La casa de Mardini fue destruida en la Guerra Civil Siria. Yusra y su hermana Sarah decidieron huir de Siria en agosto de 2015. Alcanzaron Líbano y luego Turquía, donde pudieron introducirse en un bote con otros 18 refugiados, a pesar de que el bote no podía aguantar más de seis o siete personas. Durante el trayecto, el motor de la embarcación se detuvo y la embarcación comenzó a hundirse lentamente en el Mar Egeo. Sin embargo, Yusra, junto a su hermana Sarah y otras dos personas, se lanzaron al agua y empujaron el bote durante tres horas, hasta alcanzar Lesbos. Finalmente viajaron por Europa hasta Alemania, donde se asentaron en Berlín en septiembre de 2015. Sus padres también huyeron de Siria y viven en Alemania.
Mardini reanudó su entrenamiento con Sven Spannekrebs, con la esperanza de calificarse para las Olimpiadas.Aunque su participación en las Olimpiadas estaba todavía en el aire, el Comité Olímpico Internacional tomó cartas en el asunto y como dijo su presidente Thomas Bach, "Vamos a ayudarlos a hacer realidad su sueño de excelencia en el deporte, incluso cuando tienen que huir de la guerra y la violencia". En junio de 2016 Mardini fue seleccionada para participar en el equipo internacional de refugiados,en los eventos de 100 m estilo libre y 100 m estilo mariposa.

## En la cultura popular
La película Las nadadoras, de Netflix, narra la vida de las hermanas Mardini.